# Chrysodeixis integra
Chrysodeixis integra là một loài bướm đêm trong họ Noctuidae.